# Mosze Basin
Mosze Basin – polski poeta pochodzenia żydowskiego, piszący w języku jidysz, nieformalnie związany z wileńską grupą artystyczno-literacką Jung Wilne w okresie jej formowania. 
Jego talent poetycki odkrył słynny poeta Mosze Kulbak. Popełnił samobójstwo topiąc się w nurtach Wilii, przed formalnym przyjęciem do Jung Wilne. Koledzy włączyli trzy jego wiersze bez tytułu Draj lider (Trzy wiersze) do oficjalnego debiutu literackiego grupy – znanego jako Der arajnmarsz fun Jung Wilne in der jidiszer literatur (Triumfalne wejście Młodego Wilna do literatury jidysz) z 11 października 1929 r., na łamach „Wilner Tog”. Są to jedyne trzy zachowane utwory Basina.
Motyw samobójczej śmierci inspirowany prawdopodobnie śmiercią Basina znaleźć można w poemacie Elchanana Woglera – Cwej beriozes bajm trakt (Dwie brzozy przy drodze) opublikowanym pod koniec 1938 r., w ramach serii wydawniczej Jung Wilne.